# Trevor Devall
Trevor Stephen Devall (Edmonton, Alberta, Canadá, 10 de noviembre de 1972) es un actor de voz y podcaster canadiense. Es uno de los varios actores de doblaje que trabajan para Ocean Group, en Vancouver, Columbia Británica. En 2013, Devall se mudó de Vancouver a Los Ángeles, California.
Devall ha dado voz a numerosos personajes en series animadas, entre ellos a Rocket Raccoon en Guardianes de la Galaxia, Pyro en X-Men: Evolution, y desde 2011 a Dukey en Johnny Test, luego de la retirada del actor original del personaje, Louis Chirillo. También ha dado voz a Hermiod en la serie Stargate Atlantis y a Sir Atticus Moon en la película Big Time Movie. Devall ha llevado a cabo numerosos papeles en el anime, el más notable, el de Mu La Flaga en Mobile Suit Gundam SEED. Otros papeles en este ámbito incluyen el de Mukotsu en InuYasha, así como las múltiples caras de Alpha-Q y todos los drones Terrorcon en Transformers Energon.

## Biografía
Devall nació el 10 de noviembre de 1972 en Edmonton, Alberta, Canadá, donde pasaría toda su infancia y adolescencia. Es el menor de cinco hermanos. Desde una temprana edad, Devall realizó teatro, tap, jazz, y baile polinesio. Asistió a la Universidad de Alberta, lugar donde dirigió obras teatrales y también películas de estudiantes.
En 1998, se mudó a Vancouver bajo la aspiración de ser director de cine. Mientras trabajaba para una agencia de talentos, grabó una cinta de demostración para ellos y comenzó su trabajo como actor de doblaje.

## Trayectoria
Devall debutó a la edad de siete años en el anime de ciencia ficción japonés Mobile Suit Gundam, en la cual dio voz en Inglés al personaje de Tem Ray. En 1986, obtuvo un pequeño papel en el manga Maison Ikkoku, y en los años posteriores ha doblado decenas de series animadas, entre las cuales están Mobile Suit Gundam: Char's Counterattack, Silent Möbius, Brain Powerd, Master Keaton, Mugen no Ryvius, La visión de Escaflowne, Hamtaro, Project ARMS, MegaMan NT Warrior, Zoids: New Century Zero y The SoulTaker, entre otras.
En marzo de 2015, se anunció que Devall sería la voz de Rocket Raccoon en la película de animación Guardianes de la Galaxia.

### Podcast
Desde 2007, Devall produce su propio podcast, Voiceprint with Trevor Devall & Guests, en el que ha entrevistado a otros actores de doblaje de Vancouver y responde preguntas de sus fanes. En cada episodio, aparecía un actor de doblaje diferente como invitado, a pesar de que en otros episodios aparecían gente relacionada con el negocio del doblaje que no eran en realidad actores. También hay un espacio con imágenes inéditas de la vida de un actor de doblaje. Los temas habituales de conversación eran cómo el invitado consiguió llegar a ser actor de doblaje, como es trabajar en esa industria y el estilo de vida general de un actor de doblaje. 
La primera serie de pódcast concluyó su primera temporada después de 36 episodios en diciembre de 2013. La segunda temporada se anunció en el último episodio de la primera, mientras Trevor se mudó a Los Ángeles, California para continuar su carrera y la serie.
| Voiceprint Con Trevor Devall e Invitados | Voiceprint Con Trevor Devall e Invitados | Voiceprint Con Trevor Devall e Invitados | Voiceprint Con Trevor Devall e Invitados |
| Episodio                                 | Invitado                                 | Notas | Fecha de emisión                         |
| ---------------------------------------- | ---------------------------------------- | --- | ---------------------------------------- |
| 1                                        | Sam Vincent                              | Piloto | 16 de julio de 2007                      |
| 2                                        | Michael Dobson                           | 25 de julio de 2007 |                                          |
| 3                                        | Cerro mate                               | 2 de agosto de 2007 |                                          |
| 4                                        | Vic Mignogna                             | Entrevista en directo en el Animethon en Edmonton. | 14 de agosto de 2007                     |
| 5                                        | Kelly Sheridan                           | 28 de agosto de 2007 |                                          |
| 6                                        | Brian Dobson                             | 12 de septiembre de 2007 |                                          |
| 7                                        | Brad Swaile                              | 12 de octubre de 2007 |                                          |
| 8                                        | Scott McNeil                             | 25 de octubre de 2007 |                                          |
| 9                                        | Karl Willems & Mike Iske                 | Director y técnico en Ocean Studios | 15 de noviembre de 2007                  |
| 10                                       | Brian Drummond                           | 27 de noviembre de 2007 |                                          |
| 11                                       | Ian Corlett                              | 20 de febrero de 2008 |                                          |
| 12                                       | Tabitha St. Germain                      | 8 de marzo de 2008 |                                          |
| 13                                       | Detrás del Toronto Con                   | Un día en la vida de un actor de doblaje en una convención. Huésped especial Brian Dobson. | 27 de marzo de 2008                      |
| 14                                       | Terry Klassen                            | 24 de abril de 2008 |                                          |
| 15                                       | Maryke Hendrikse                         | 22 de mayo de 2008 |                                          |
| 16                                       | Colin Murdock                            | 16 de septiembre de 2008 |                                          |
| 17                                       | Richard Ian Cox                          | 17 de octubre de 2008 |                                          |
| 18                                       | Lee Tockar                               | 2 de diciembre de 2008 |                                          |
| 19                                       | Kirby Morrow                             | 25 de diciembre de 2008 |                                          |
| 20                                       | Sorpresa de Juguete secreto              | Comentario de podcast para:Gundam episodio de SEMILLA 30 "Centelleando Hojas" con Sam VincentDeath episodio de Nota 13 "Confesión" con Brian Drummond & Brad Swaile. | 2 de marzo de 2009                       |
| 21                                       | James Corrigall                          | Director en Estudios de Océano. | 12 de mayo de 2009                       |
| 22                                       | Cathy Weseluck                           | 5 de agosto de 2009 |                                          |
| 23                                       | Kyle Hebert                              | Entrevista viva en Matsuricon 2009 en Colón, OH. | 14 de septiembre de 2009                 |
| 24                                       | Alessandro Juliani                       | 3 de noviembre de 2009 |                                          |
| 25                                       | Garry Tiza                               | 5 de diciembre de 2009 |                                          |
| 26                                       | Entreacto                                | Presentando Sam Vincent, Kirby Morrow, y Gardiner Millar | 8 de septiembre de 2010                  |
| 27                                       | Chiara Zanni                             | 23 de septiembre de 2010 |                                          |
| 28                                       | Paul Dobson                              | 17 de diciembre de 2010 |                                          |
| 29                                       | Voltron Fuerza!                          | De Koko Estudio de Producciones durante el registro del episodio final del nuevo Voltron. Presentando las voces de Sam Vincent, Andrew Francis, Ron Halder, Ashleigh Pelota, Ty Olsson, Giles Panton, Vincent Tong, Doron Bell Jr., Shannon Chan-Kent, y productor de espectáculo Jeremy Corray. | 16 de marzo de 2011                      |
| 30                                       | Lisa Ann Beley                           | 1 de julio de 2011 |                                          |
| 31                                       | James Arnold Taylor                      | Grabado en Hollywood Del oeste, CA | 21 de septiembre de 2011                 |
| 32                                       | David Kaye                               | Grabado en Hollywood Del oeste, CA | 25 de noviembre de 2011                  |
| 33                                       | Andrew Francis                           | 2 de mayo de 2012 |                                          |
| 34                                       | Mark Oliver                              | 1 de octubre de 2012 |                                          |
| 35                                       | Andrea Libman                            | 6 de febrero de 2013 |                                          |
| 36                                       | Trevor Devall                            | Estación finale; en un reversal de funciones, Devall estuvo entrevistado por series premiere huésped Sam Vincent. | 23 de diciembre de 2013                  |
| Voiceprint EE. UU.                       |                                          | |                                          |
| Episodio                                 | Invitado                                 | Notas | Fecha de liberación                      |
| 1                                        | Para ser anunciado                       | Piloto de la temporada 1, anunció al final de la temporada 1. | Para ser liberado                        |

## Filmografía

### Series de televisión
- Big Time Movie - Atticus Moon
- Stargate Atlantis - Hermiod
- Stargate SG-1 - Kvasir
- F is for Family - Red, Bolo, Sr. Goomer

### Películas
- Arca - Baramanda
- Batman Vs.Robin - Jack[4]
- Bionicle: Máscara de Ligero - Pohatu
- Bionicle 2: Leyendas de Metru Nui - Nuju
- Bionicle 3: Web de Sombras - Nuju, Rahaga Iruini
- Escaflowne - Shesta
- Escapada de Tierra de Planeta - Hazmat hombre
- Fantasma en la Concha: la posición Sólo Compleja - El Hombre de Reír - Togusa
- La Navidad Peor del gato gruñón Nunca - Wilson el Cockatoo
- Junkers Venido Aquí - Fotógrafo
- Liga de justicia: Dioses y Monstruos - Emil Hamilton[5]
- Kingsglaive: Fantasía final XV - Ravus Nox Fleuret
- Maravillarse Super Aventuras de Héroe: Lucha de Helada! - Cohete Raccoon, J.Un.R.V.Yo.S., Malitri
- Traje móvil Gundam: Char Contraataque - Adenaur Paraya
- Estación abierta: Asustado Tonto - Shaw, Hombre lobo, Diputado #2[6]
- Tom y Jerry: Un Cuento de Cascanueces - Lackey

### Videojuegos
- Halo 5: Guardianes @– voces Adicionales[7]
- Infame Primer Ligero @– voces Adicionales[8]
- Liga de Leyendas @– Jayce, Defensor de Mañana
- Traje móvil Gundam: Encuentros en Espaciales @– Ortega
- Aumento de la Tumba Raider @– voces Adicionales[9]
- Bajo la Piel @– Walla Grupo
- Gears 5 @- Leslie 'Mac' Macallister.